# 喹吖啶酮
喹吖啶酮（英語：Quinacridone）是一类有机染料。通常情况下特指紫色的线型反式喹吖啶酮，系统名：喹啉并-[2,3-b]-吖啶-5,12-二氢-7,14-二酮，又称颜料紫19。
喹吖啶酮颜料为非水溶性颜料，其有多种衍生物，并广泛应用于工业着色剂，如户外涂料、彩色打印墨水、纹身墨水、水彩颜料等。

## 合成
喹吖啶酮在结构上由吖啶酮与喹啉结构单元融合得到。喹吖啶酮最早采用Liebermann法合成，即2,5-二氨基对苯二甲酸在硼酸催化热缩合得到。
- 热闭环法

热闭环法是已知最早的合成喹吖啶酮的工业方法。采用琥珀酸二甲酯（或乙酯）在碱作用下成环得到3,6-二氢-对苯二酚-2,5-二羧酸酯。随后3,6-二氢-对苯二酚-2,5-二羧酸酯与苯胺缩合得到二氢喹吖啶酮，最后氧化二氢喹吖啶酮即可得到喹吖啶酮。
- 酸闭环法

酸闭环法由Liebermann法改进得到，其特点是中间的苯环是完全合成得到的。3,6-二氢-对苯二酚-2.5-二羧酸酯与芳香胺缩合得到2,5-二芳胺基-3,6-二氢-对苯二甲酸二酯，随后用合适的化学物质氧化得到2,5-二芳胺基对苯二甲酸二酯。在多聚磷酸中或其他酸中水解和成环得到喹吖啶酮。
对于喹吖啶酮取代衍生物，则通过采用相应的取代二胺进行缩合得到。线型反式喹吖啶酮可由间苯二甲酸为原料得到。

## 衍生物
| 喹吖啶酮的同分异构体     |
| ------------------------ |
| 线型反式（强蓝光的红色） |
| 线型顺式（淡黄光的红色） |
| 角型顺式（淡黄光的红色） |
| 角型反式（淡黄光的红色） |

因喹吖啶酮颜料具有出色的颜色和耐候性，所以此类颜料被视作为一种高性能颜料。1955年由杜邦公司的W. S. Struv首先发现了线型喹吖啶酮在颜料工业中的价值，并于1958年实现喹吖啶酮颜料的商业化。其主要用途包括汽车和工业涂料。 用表面活性剂增溶的功能化喹吖啶酮颜料纳米分散体是最常见的洋红色印刷油墨。
喹吖啶酮的颜色通常为深红色至紫色。其颜色与取代基和固体晶型有关，比如未取代的γ相喹吖啶酮可提供强烈的红色，具有出色的色牢度和抗溶剂化性。β相喹吖啶酮可提供红褐色，并且更耐候和耐光。且这两种晶型在热力学上比α相更稳定。γ相的特征为十字交叉晶格，每个喹吖啶酮分子与四个相邻分子通过单个氢键连接。而β相由链状分子链组成，每个喹吖啶酮分子与两个相邻分子之间通过双氢键连接。
喹吖啶酮的基本取代基修饰有甲基（-CH3）和氯原子（-Cl）。一些特定的取代衍生物还有专用的商品名，如“硫靛紫”（Thio Violet） 和“吖啶紫”（Acra Violet）。

## 半导体性质
喹吖啶酮衍生物在分散状态下展现出强荧光特性和高载流子迁移率的特性。这些特性提供了良好的光、热和电化学稳定性，使得在有机发光二极管（OLED）、有机太阳能电池（OSC）、有机场效应晶体管（OFET）等光电器件中有重要运用。由于分子间氢键和π-π堆积的相互作用，喹吖啶酮可以形成自组装的超分子有机半导体。

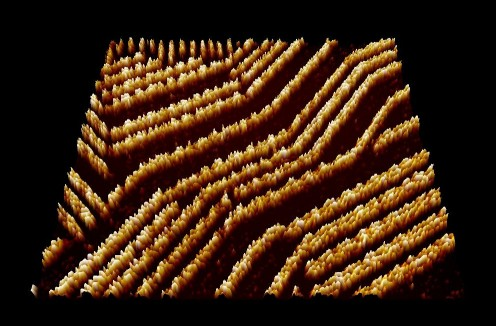
在石墨基底上生长的自组装喹吖啶酮链的扫描隧道显微镜图像